# Tour de Brandemburgo
El Tour de Brandemburgo (oficialmente: Brandenburg Rundfahrt) fue una carrera ciclista por etapas alemana que se disputaba en el estado federado de Brandeburgo, en el mes de septiembre.
Se creó en 2001 como carrera profesional dentro de la categoría 2.5 (última categoría del profesionalismo). Entre 2004 y 2006 no se disputó, para volver a correrse en 2007 y 2008 (su última edición) como amateur.
Siempre tuvo entre 5 (en algunas ediciones con doble sector) y 6 etapas.

## Palmarés
En amarillo: edición amateur.
| Año       | Ganador                 | Segundo                 | Tercero                 |
| --------- | ----------------------- | ----------------------- | ----------------------- |
| 2001      | Christian Lademann      | Timo Scholz             | Gustav Larsson          |
| 2002      | Timo Scholz             | Christian Müller        | Mark Fitzgerald         |
| 2003      | Jean Nuttli             | Luke Roberts            | Martin Müller           |
| 2004-2006 | ediciones no realizadas | ediciones no realizadas | ediciones no realizadas |
| 2007      | Roger Kluge             | Christian Kux           | Jörg Lehmann            |
| 2008      | Roger Kluge             | Marcel Kittel           | John Degenkolb          |

## Palmarés por países
| País     | Victorias |
| -------- | --------- |
| Alemania | 4         |
| Suiza    | 1         |